# Летніче
Летніче (словац. Letničie) — село, громада округу Скаліца, Трнавський край. Кадастрова площа громади — 6.7 км².
Населення 503 особи (станом на 31 грудня 2020 року).

## Історія
Летніче згадується 1452 року.

## Географія
Протікає Бродський канал.

## Населення
| Рік:            | 1994. | 2004.   | 2014.   | 2024.   |
| --------------- | ----- | ------- | ------- | ------- |
| Кількість осіб: | 538   | 527     | 504     | 490     |
| Різниця:        |       | -2,04 % | -4,36 % | -2,77 % |

| Рік:            | 2023. | 2024.   |
| --------------- | ----- | ------- |
| Кількість осіб: | 504   | 490     |
| Різниця:        |       | -2,77 % |